# Elektroskop

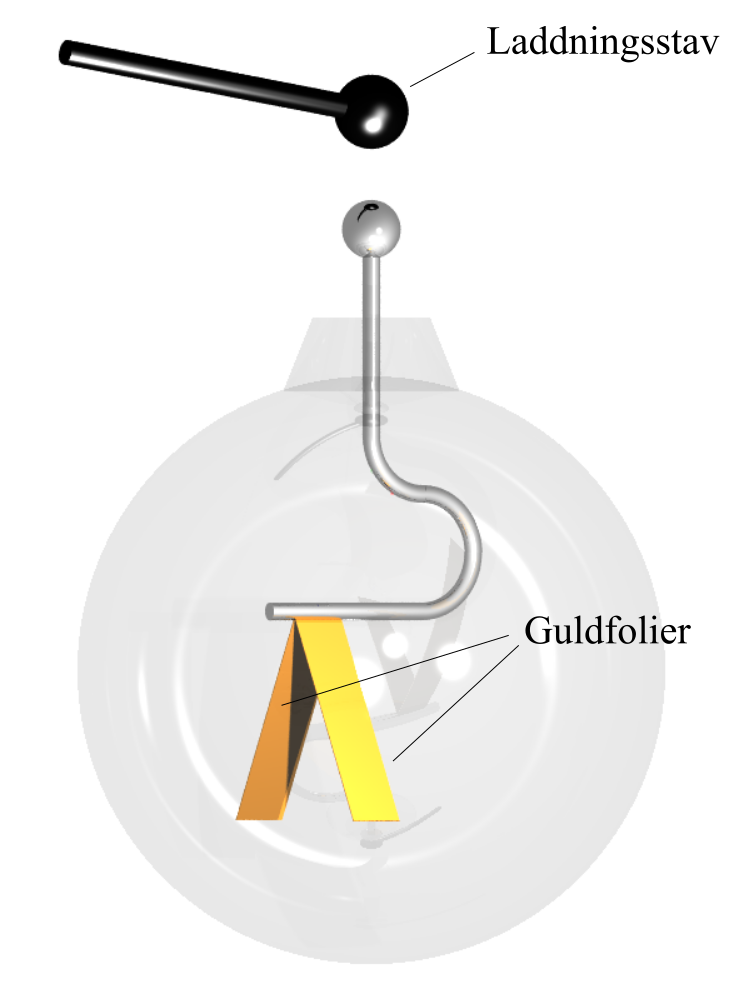
Elektroskop med remsor av guldblad. Då bladen har likadana laddningar repellerar bladen varandra och vinkeln mellan bladen är ett mått på laddningens storlek. Elektroskopet kan laddas med en stav

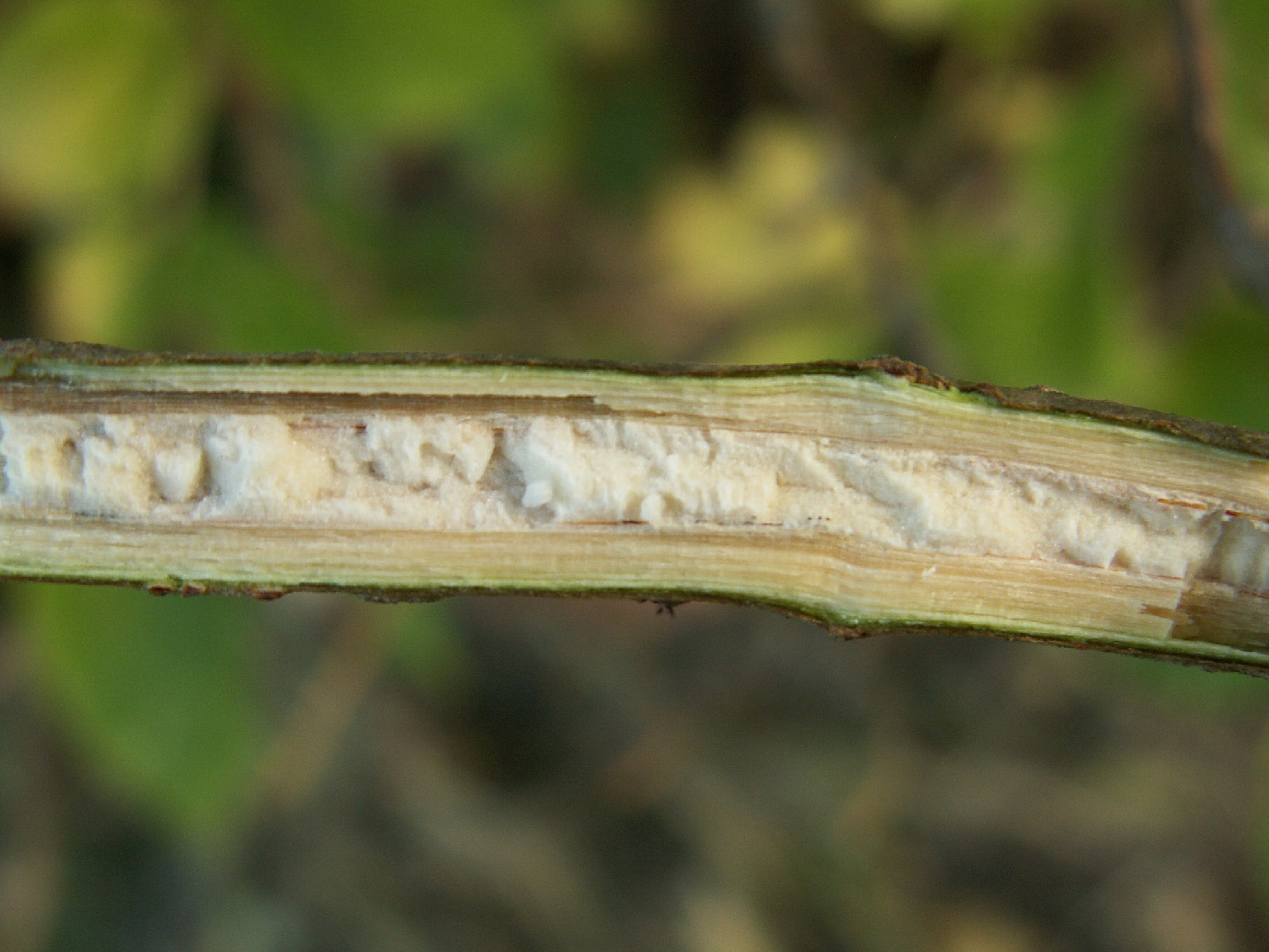
Flädermärg.

Elektroskop är ett tidigare använt instrument för att påvisa förekomst av svaga elektriska laddningar. Starkare laddningar iakttogs med hjälp av enklare apparater, till exempel en flädermärgskula upphängd på en silkestråd. 
Med elektroskop kan man påvisa fri elektricitet även med mycket svag potential och bestämma dess storlek. En ganska vanlig form var guldbladselektroskopet, som består av en glasflaska utan botten. Flaskan tillslutes med en kork som genomborras av ett glasrör. Detta omsluter en metallten som upptill har en kula och nedtill har två nedhängande guldblad. Flaskan står på en tallrik av något ämne. Om en laddad kropp närmas intill kulan uppstår en elektrisk fördelning så att guldbladen kommer att innehålla fri elektricitet som är lika stor som den laddade kroppens, så att de repellera varandra. Om man med elektroskopet ska avgöra vilken laddning en kropp innehåller, måste instrumentet ha en från början känd laddning. 
Om man för en lackstång som gnidits med ylle intill kulan, så rör sig bladen från varandra på grund av de fria elektronernas negativa laddning. Om man nu berör kulan med ett finger så avlägsnas de fria elektronerna, och bunden positiv elektricitet är fortfarande kvar i kulan. Om man först avlägsnar fingret, och sedan lackstången, så blir den bundna positiva elektriciteten fri, och guldbladen skiljer sig åter från varandra. I ett elektroskop som laddats på detta sätt verkar närmandet av en positivt laddad kropp så att guldbladen divergerar ytterligare, medan en negativt laddad kropp minskar divergensen.